# Sporting Club Morumbi Rondoniense
Sporting Club Morumbi Rondoniense é um clube de futebol brasileiro da cidade de Guajará-Mirim, no estado de Rondônia. 
Fundado em 16 de março de 1999[carece de fontes?] com o nome de Armazém Morumbi Futebol Clube (cujo acrônimo era AMFC), em janeiro de 2016 alterou o nome para Sporting Club Morumbi Rondoniense. Manda suas partidas no Estádio Municipal João Saldanha, com capacidade para 3.000 torcedores e suas cores são o preto, branco e vermelho.

## Suspensão
Em 2006, chegou a disputar a Segunda Divisão do Campeonato Rondoniense, mas foi suspenso de competições oficiais por dois anos depois de abandonar a partida em que disputava contra o Associação Desportiva Jaruense, no dia 28 de outubro de 2006. Após os 30 minutos do primeiro tempo e já perdendo por 3 a 0, o técnico Mário Sérgio chamou todos os seus jogadores ao vestiário e logo após, todos saíram do estádio, abandonando o jogo. No julgamento do fato, o clube alegou falta de médico no momento da partida, mas foram apresentados provas contrárias as alegações.